# Перкайон
Перкайон (чук. Пэрӄыён — «место засады») — полуостров на северном побережье Чукотки, омывается Восточно-Сибирским морем.
Крайней северной точкой полуострова Перкайон является одноимённый мыс, восточная часть выдаётся косой Кытрыкыр, омываемой губой Нольде. Глубины близ берегов составляют 1—3 м. В основании полуострова расположены невысокие сопки Перкайон. Территория полуострова представляет собой заболоченную низменность, в северной и центральной его части находятся три озера, соединённых протоками с акваторией моря.
Перкайон является единственным местом в материковых тундрах восточнее Колымы, где документально подтверждено гнездование сибирской гаги, а также белого гуся и кулика-воробья.